# Trichosteleum sublaevigatum
Trichosteleum sublaevigatum là một loài rêu trong họ Sematophyllaceae. Loài này được Herzog mô tả khoa học đầu tiên năm 1927.